# 双店路駅
双店路駅（そうてんろえき、中国語：双店路站、英語：Shuangdian Road Station）は中国四川省成都市成華区中環路双店路段にある、成都地下鉄7号線の駅。2017年6月2日に開業。建設段階での駅名は「崔家店駅」。

## 歴史
- 2017年12月6日 - 開業[1]。

## 駅構造
島式ホーム1面2線の地下駅。
| 地上      |                                 | 出入口                          |  |
| 地下 一階 | 駅ロビー                        | 安全検査、券売機、駅売店        |  |
| 地下 二階 |                                 | ■7号線 外回り （次の駅:崔家店） |  |
| 地下 二階 | 島式ホーム                      |                                 |  |
| 地下 二階 | ■7号線 内回り （次の駅:槐樹店） |                                 |  |

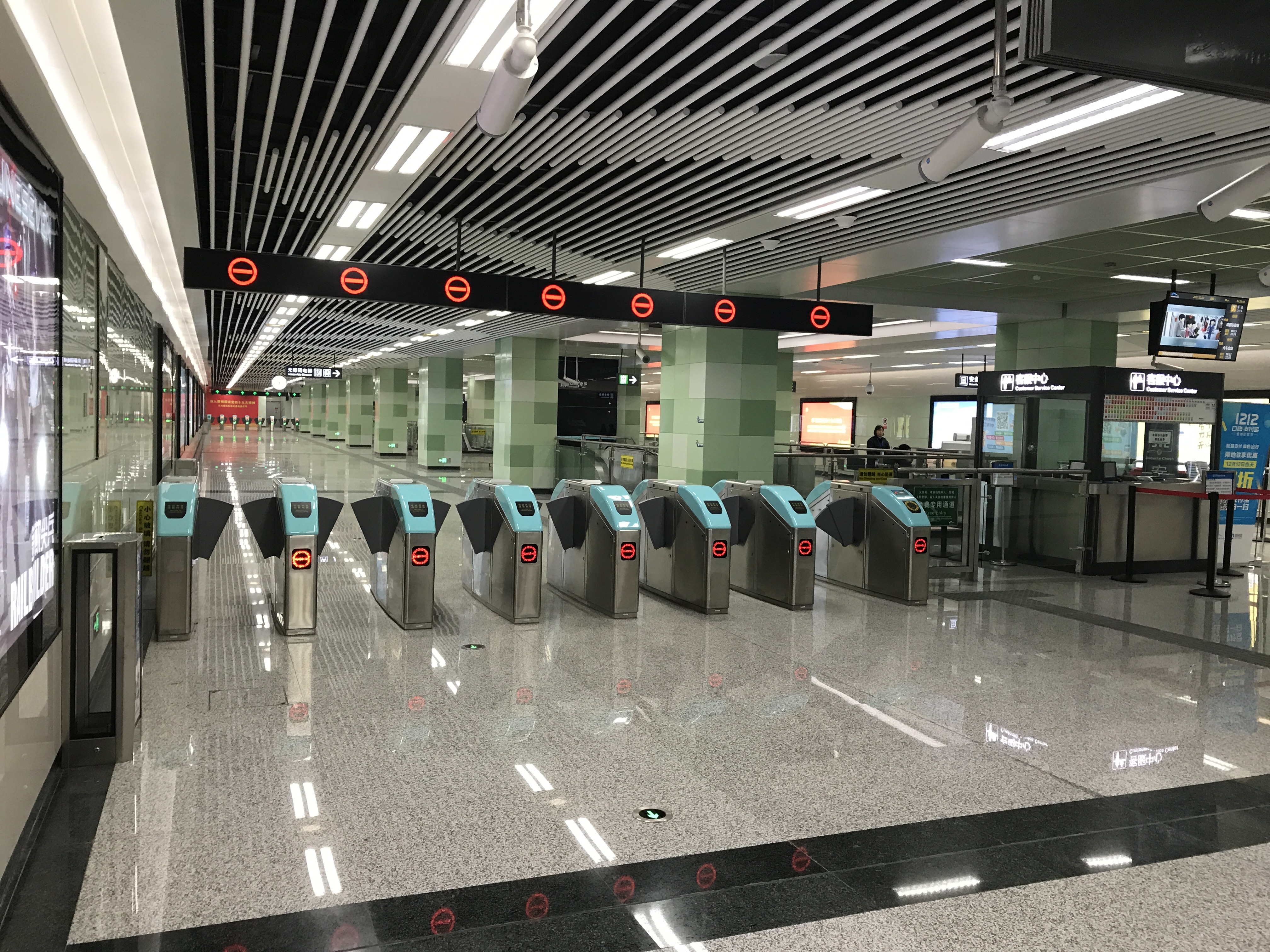
一階ロビー
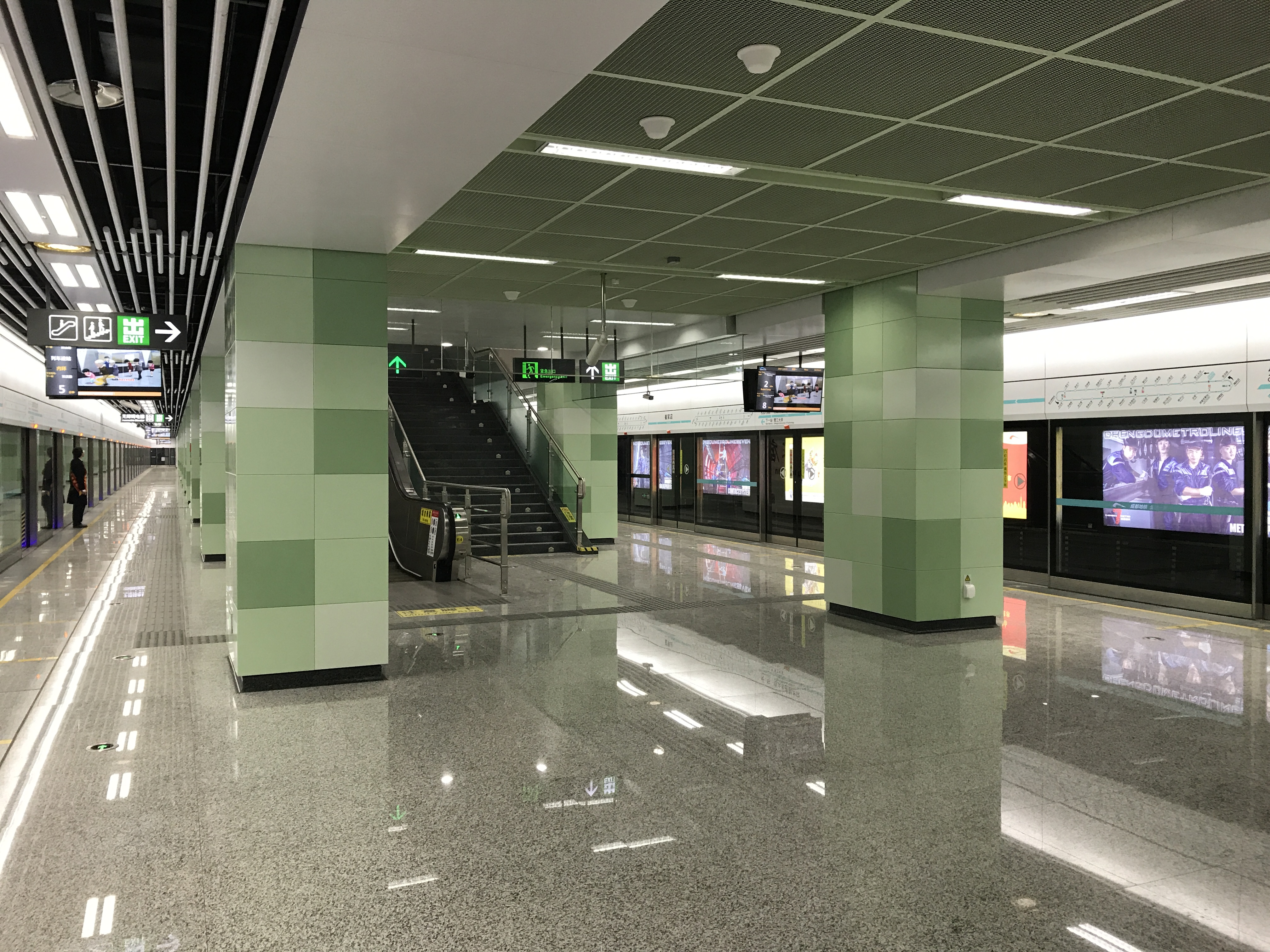
ホーム

## 出入口
出入口は3つある。
|                                               |      |                |                        |
| 出入口番号                                    | 設備 | 場所           | 出入口付近             |
| 出口 · A                                      |      | 中環路双店路段 | 成華奥园               |
| 出口 · B                                      |      | 中環路双店路段 | 成都大東展             |
| 出口 · D                                      |      | 中環路双店路段 | 成都市才芸学校団結分校 |
| 注： エレベーター \| 車椅子の昇降台 \| トイレ |      |                |                        |

## 隣の駅
成都地下鉄
■7号線
崔家店駅 - 崔家店駅  - 槐樹店駅